# BenQ-Siemens
BenQ Mobile GmbH & Co. OHG – niemieckie przedsiębiorstwo działające w latach 2005–2007, należące do tajwańskiej korporacji BenQ.

## Historia
Przedsiębiorstwo powstało po przejęciu przez BenQ działu telekomunikacji mobilnej niemieckiej firmy Siemens w 2005 roku. Zasadniczym celem firmy było zdobycie silnej pozycji na rynku, do czego miały się przyczynić doświadczenia i posiadane technologie obu przedsiębiorstw. BenQ Mobile zajmował się produkcją telefonów komórkowych pod marką pochodzącą od nazwy przedsiębiorstwa.
W 2006 roku z powodu niefinansowania swojej niemieckiej filii, BenQ doprowadziła do bankructwa spółki BenQ Mobile. W Niemczech debatowano, czy koncernowi nie zależało wyłącznie na patentach i czy rzeczywiście tajwańska korporacja zamierzała produkować telefony komórkowe w Niemczech.